# Nicole Schwägli
Nicole Schwägli (5 de septiembre de 1986) es una deportista suiza que compitió en curling. Ganó una medalla de oro en el Campeonato Mundial de Curling Femenino de 2015.

## Palmarés internacional
| Campeonato Mundial | Campeonato Mundial | Campeonato Mundial | Campeonato Mundial |
| Año                | Lugar              | Medalla            | Prueba             |
| ------------------ | ------------------ | ------------------ | ------------------ |
| 2015               | Sapporo (Japón)    | Medalla de oro     | Equipo             |